# Vlajka Sarawaku

Vlajka Sarawaku
Poměr stran: 1:2

Vlajka Sarawaku, jednoho ze spolkových států Malajsie, se užívá v současné podobě od 31. srpna 1988. Má podobu žlutého listu o poměru stran 1:2 s dvěma kosmými pruhy: horním (nad diagonálou) černým a spodním červeným. Kosmá šířka pruhů je 2 × 1/8 šířky listu a protínají tak žerďový a vlající okraj v jedné třetině. Uprostřed vlajky je devíticípá žlutá hvězda o průměru 5/12 (jiný zdroj uvádí 17/36) šířky listu a směřující jedním cípem k hornímu rohu vlajky.
Žlutá barva vlajky symbolizuje řád, pořádek, stabilitu a jednotu. Černá barva symbolizuje přírodní zdroje a bohatství (zvláště ropu), červená odvahu, odhodlání a obětování. Devět cípů hvězdy připomíná počet původních provincií Sarawaku. Hvězda také vyjadřuje „touhu sarawackého lidu zlepšit své životní podmínky”.

## Historie
Sarawak byl původně součástí Bruneje, v roce 1841 ho ovládl britský dobrodruh James Brooke, který zde založil dynastii bílých rádžů. Původně užíval (od 24. září) anglickou vlajku se svatojiřským křížem.
21. září 1848 byla přijata první oficiální sarawacká vlajka, na níž byl kříž vertikálně rozdělen na červenou a modrou polovinu a barva listu se, po brunejském vzoru, změnila na žlutou. Vlajku navrhl sám Brooke podle erbu své rodiny. Doprostřed kříže přidal Brooke královskou korunu.
7. května 1870 změnil jeho nástupce Charles Brooke modrou barvu na černou. Důvod je neznámý, legenda však praví, že když mu 6. srpna 1868, při jeho uvedení na trůn, přinesli zástupci národů Sarawaku dary, byly zabalené do různě barevných pláten. Malajci dávali dárky do žlutých pláten, Dajákové do černých a Číňané do červených.
V roce 1888 přijal Sarawak britský protektorát, za druhé světové války ho okupovali Japonci a od 2. prosince 1941 se tak na Sarawaku vyvěšovaly japonské vlajky. Po vyhnání Japonců již království nebylo obnoveno a Sarawak se stal 1. července 1946 britskou korunní kolonií. Jeho vlajkou se stala modrá státní námořní vlajka (Blue Ensing) s emblémem (anglicky badge) tvořeným štítem ze státního znaku.

Vlajka Sarawackého království (1841–1848) Poměr stran: 1:2
Vlajka Sarawackého království (1848–1870) Poměr stran: 1:2
Vlajka Sarawackého království (1870–1946) a Sarawaku v rámci Malajsie (1963–1973) Poměr stran: 1:2
Vlajka britské korunní kolonie Sarawak (1946–1963) Poměr stran: 1:2

V srpnu roku 1963 byla Sarawaku udělena samosprávnost a 16. září 1963 se stal součástí samostatné Malajsie a vrátil se k vlajce monarchie z let 1870–1946.
Při oslavách desátého výročí vstupu Saravaku do Malajsijské federace představil předseda sarawacké vlády Abdul Rahman Ya'kub novou vlajku. Vítězný návrh byl odměněn 1500 USD. Vlajka byla tvořena dvěma pruhy, červeným a bílým, mezi které byl vsunut modrý žerďový klín. Vlajka, podobná československé, později české vlajce, byla známá jako Trisakti (tři síly): červená barva vlajky symbolizovala odvahu a odhodlání lidu, bílá poctivost a čistotu a modrá jednotu lidu Sarawaku a jeho sledování národních cílů. Poprvé zavlála o půlnoci 31. srpna 1973.

Vlajka Sarawaku (1973–1988) Poměr stran: 1:2

V roce 1988, kdy si Sarawak připomínal pětadvacet let existence v rámci malajsijského státu, byly opět změněny státní symboly: motto, hymna, znak i vlajka. Důvodem změny vlajky byla právě podoba s československou vlajkou. V soutěži, vyhlášené sarawackou vládou, vyhrál návrh dvojice Cecilia Manin Rajieová a Encik Mawai Anak Sebang. Nová vlajka se vrátila k původní barevné kombinaci, ale křesťanský kříž byl nahrazen dvojicí šikmých pruhů, jaké jsou na brunejské vlajce, a namísto koruny byla do středu umístěna hvězda. Vlajka zavlála poprvé neoficiálně již v červnu 1988 na státním stadionu v Putrajayi, nově budovaném hlavním městě Malajsie, po jejím schválení v sarawackém národním shromáždění, oficiálně pak 31. srpna 1988 tamtéž (vlajku vztyčil sarawacký premiér Abdul Taib Mahmud).